# 高田駐屯地

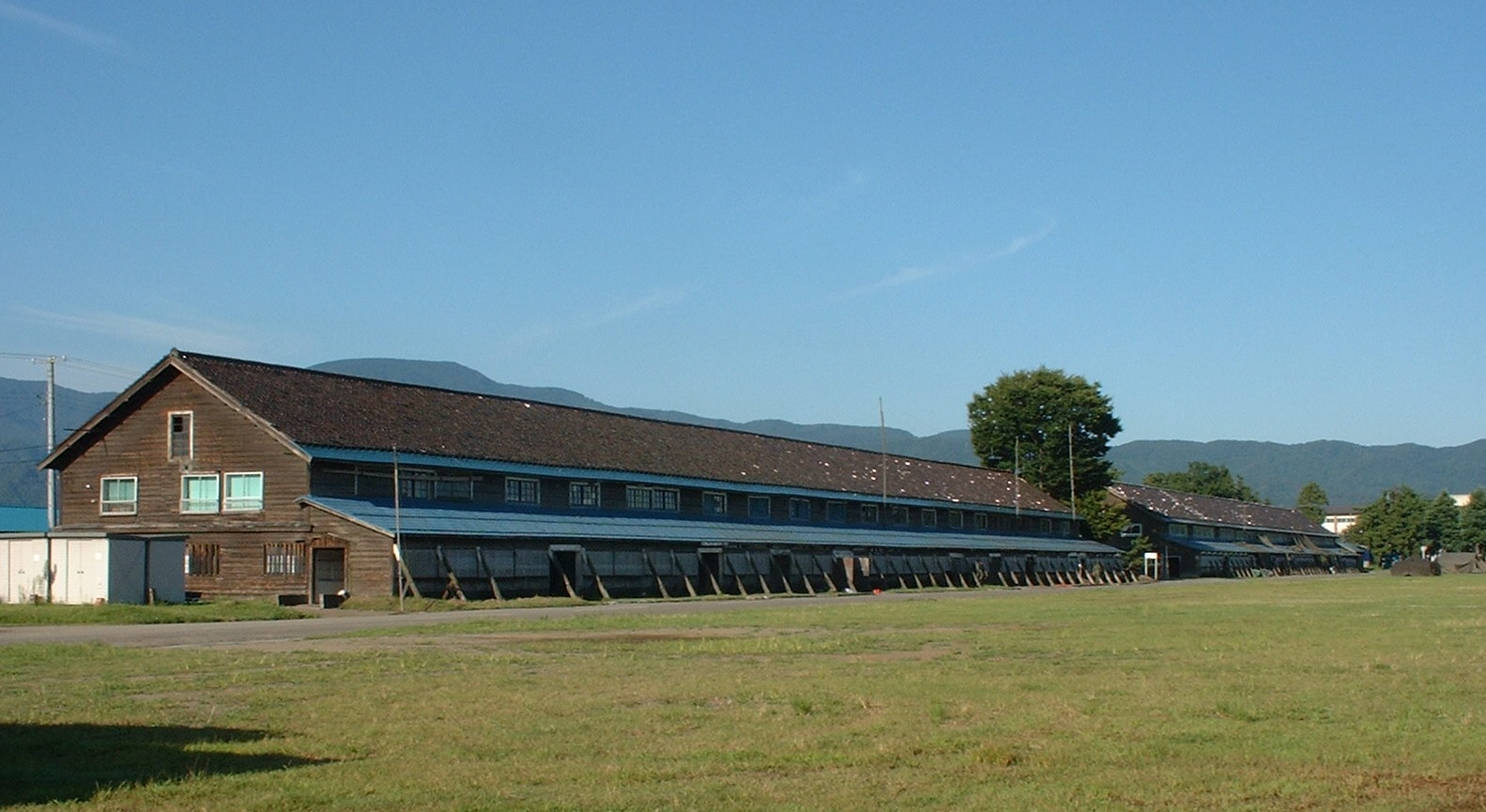
駐屯地内木造の隊舎（現存しない）

高田駐屯地（たかだちゅうとんち、JGSDF Camp Takada）は、新潟県上越市南城3-7-1に所在し、第5施設群などが駐屯する陸上自衛隊の駐屯地である。

## 概要
1908年（明治41年）に陸軍第13師団が兵営し、終戦とともに撤退した。その後企業が使用したが、警察予備隊の発足とともに、1950年（昭和25年）から高田に警察予備隊が駐屯し、陸上自衛隊となり現在に至る。2009年（平成21年）に旧軍時代から数えて開設100周年を迎えた。最寄の演習場は関山演習場。駐屯地司令は第5施設群長が兼務。
- 駐屯地内にはグラウンド、主に第2普通科連隊と第5施設群が使用する鉄筋の隊舎、屋内プール、厚生センターなどがある。長年に渡り新入隊員教育隊が使用してきた旧軍時代に建造された木造の隊舎は、2013年（平成25年）秋に取り壊された。
- 駐屯地内には郷土資料館が併設されており、旧軍の軍装や関山演習場で発見された不発弾などの旧軍に関するものがほとんどであるが、旧軍第13師団高田連隊で実習を受けた蔣介石、旧軍でスキーの指導にあたったレルヒ少佐などの高田に関する偉人にまつわるものも展示されている。
- また、駐屯地の式典の際に行われる一般開放は、毎年春となっている。空中機動力を高めた旅団である第12旅団に属する普通科部隊であるため、ヘリコプターからのファストロープ降下、エキストラクションロープによる離脱が展示された年もある（第1空挺団以外でこのような展示をするのは稀）。
- 旧陸軍第13師団の駐屯とともに高田公園（現：高田城址公園）に桜が植樹され、現在では日本三大夜桜と称されるほどの景観を誇る。駐屯地祭と満開の時期が重なると、駐屯地祭と同時に花見も楽しめることもある。しかし、時期が重なると花見客の混雑に巻き込まれることも多々あり、付近の駐車場も規制される。
- 高田駐屯部隊が訓練を行う演習場は、新潟県上越市中郷区（旧・中郷村）にある関山演習場である。

## 沿革
警察予備隊高田駐屯地
- 1950年（昭和25年）11月14日：警察予備隊神町部隊が山形県から移駐し、高田駐屯地が開設[2]。
- 1951年（昭和26年）5月1日：第1管区隊第3連隊（第3大隊欠）、第1衛生大隊、第1武器中隊が編成完結。

- 1952年（昭和27年）
  - 1月19日：部隊改編により、第3連隊本部が第6連隊本部に、第3連隊第1大隊が第6連隊第3大隊に、第3連隊第2大隊が第62連隊第2大隊に改称。
  - 1月26日：

  1. 第6連隊本部が美幌駐屯地に移駐。
  2. 第1武器中隊が練馬駐屯地へ移駐。

  - 3月6日：第62連隊第2大隊が秋田駐屯地へ移駐。

保安隊高田駐屯地
- 1952年（昭和27年）11月22日：独立第46特科大隊および独立第61特科大隊が編成完結。

- 1953年（昭和28年）
  - 1月22日：独立第46特科大隊が北千歳駐屯地へ移駐。
  - 3月26日：第3連隊第3大隊が名寄駐屯地へ移駐。
  - 3月28日：第1管区隊第2連隊本部、直轄中隊および第2大隊が松本駐屯地から移駐。第2連隊長が駐屯地部隊長に職務指定。
  - 4月15日：独立第61特科大隊が札幌駐屯地へ移駐。

陸上自衛隊高田駐屯地
- 1954年（昭和29年）
  - 7月1日：陸上自衛隊発足により、第2連隊が第2普通科連隊に改称。
  - 8月9日：第1衛生大隊が練馬駐屯地へ移駐。
  - 9月10日：第6管区隊新編により、第2普通科連隊が第6管区隊隷下に編入[3]。
- 1957年（昭和32年）
  - 2月1日：第21普通科連隊が編成完結。連隊本部、本部中隊、第1および第2大隊が編成。
  - 2月6日：第21普通科連隊本部および本部中隊が秋田駐屯地に移駐。
  - 4月10日：第1大隊が神町駐屯地へ移駐。
- 1958年（昭和33年）6月26日：管区隊の再編により、第2普通科連隊が第6管区隊から第1管区隊隷下に編成替え[4] 。
- 1962年（昭和37年）
  - 1月18日：第12師団新編により、第2普通科連隊が第12師団隷下に編入。
  - 8月14日：第107施設大隊の主力3個中隊が勝田駐屯地から移駐。
- 1967年（昭和42年）8月-9月：第2普通科連隊が羽越豪雨の被災現場へ災害派遣。加治川の破堤現場の修復等に従事[5]。
- 1968年（昭和43年）8月9日：第107施設大隊の1個中隊が勝田駐屯地から移駐。
- 1972年（昭和47年）8月1日：第107施設大隊が第5施設群に改編。
- 2001年（平成13年）3月27日：第12師団の旅団化に伴う改編。

1. 第2普通科連隊を普通科連隊（軽）に縮小改編。
2. 第12後方支援隊第2整備中隊第1普通科直接支援小隊（第2普通科連隊を支援）が新編。
3. 第2普通科連隊長から第5施設群長へ駐屯地司令職が移管。
4. 第353施設中隊が松本駐屯地から移駐。

- 2004年（平成16年）3月27日：第307施設隊が新編。
- 2002年（平成14年）3月27日：後方支援体制移行に伴い、第5施設群本部管理中隊整備小隊を廃止し整備部門を東部方面後方支援隊第102施設直接支援大隊第2直接支援中隊（第5施設群を支援）に移管。

- 2008年（平成20年）3月26日：第125地区警務隊高田派遣隊に改編。
- 2011年（平成23年）4月22日：第307施設隊が宇都宮駐屯地へ移駐。
- 2016年（平成28年）3月28日：第5施設群隷下に機能別編成の第392施設中隊～第394施設中隊が新編。
- 2023年（令和05年）3月16日：第101電子戦隊の一部を配備。
- 2025年（令和07年）3月23日：第5施設群隷下の第393施設中隊を廃止[6]。

## 警備隊区
第2普通科連隊：新潟県南部（上越市を除く。）
第5施設群：上越市

## 駐屯部隊

### 東部方面隊隷下部隊
- 第12旅団
  - 第2普通科連隊
  - 第12後方支援隊
    - 第2整備中隊
      - 第1普通科直接支援小隊：第2普通科連隊を支援
- 第1施設団
  - 第5施設群
- 東部方面後方支援隊
  - 第102施設直接支援大隊
    - 第2直接支援中隊：第5施設群を支援
- 東部方面会計隊
  - 第379会計隊
- 東部方面システム通信群
  - 本部中隊
    - 映像写真小隊
      - 地上伝送班
        - １個組（一部）

  - 第105基地システム通信大隊
    - 第317基地通信中隊
      - 高田派遣隊
- 高田駐屯地業務隊

### 陸上総隊轄部隊
- 電子作戦隊
  - 第101電子戦隊（一部）

### 防衛大臣直轄部隊
- 東部方面警務隊
  - 第125地区警務隊
    - 高田派遣隊

## 最寄の幹線交通
- 高速道路：上信越自動車道上越高田IC
- 一般道：国道8号・国道18号（上新バイパス）・国道405号・新潟県道579号上越脇野田新井線・新潟県道38号高田停車場線・新潟県道198号青柳高田線
- 鉄道：えちごトキめき鉄道高田駅
- 港湾：直江津港（重要港湾）・糸魚川港・柏崎港（地方港湾）

## 近隣の重要施設
- 直江津港
- 上越火力発電所
- 新日鐵住金直江津製造所（特殊鋼製造工場）（上越市）
- 信越化学工業直江津工場（半導体ウエハ、シリコーン樹脂製造工場）（上越市）
- アグロ カネショウ直江津工場（農薬・肥料製造工場）（上越市）
- MARUWA直江津工場（エレクトロニクス用・産業用セラミックス製造工場）（上越市）